# Погорільці (Польща)
Погорільці (пол. Pogorzelce) — село в гміні Біловежа, Гайнівський повіт, Підляське воєводство, Польща. Населення — 56 осіб (2011). Знаходиться за ~8 км на північний захід від міждержавного кордону з Білоруссю.

## Історія
У 1975—1998 роках село належало до Білостоцького воєводства.

## Демографія
Демографічна структура на 31 березня 2011 року:
|          | Загалом | Допрацездатний вік | Працездатний вік | Постпрацездатний вік |
| -------- | ------- | ------------------ | ---------------- | -------------------- |
| Чоловіки | 26      | 2                  | 17               | 7                    |
| Жінки    | 30      | 1                  | 14               | 15                   |
| Разом    | 56      | 3                  | 31               | 22                   |